# 阿斯托尔福杜特拉
阿斯托尔福杜特拉是巴西米纳斯吉拉斯州的一个市镇。总面积159.139平方公里，总人口12510人，人口密度78.6人/平方公里。